# Сара Франческі
Сара Франческі (італ. Sara Franceschi, 1 лютого 1999) — італійська плавчиня.
Учасниця Олімпійських Ігор 2016 року.